# Lepus oiostolus
Lepus oiostolus е вид бозайник от семейство Зайцови (Leporidae). Видът не е застрашен от изчезване.

## Разпространение и местообитание
Разпространен е в Индия (Джаму и Кашмир и Сиким), Китай (Гансу, Синдзян, Съчуан, Тибет, Цинхай и Юннан) и Непал.
Обитава гористи местности, пустинни области, планини, възвишения, ливади, храсталаци, савани, степи, плата, блата, мочурища и тресавища в райони с умерен климат, при средна месечна температура около -3,6 градуса.

## Описание
На дължина достигат до 46,5 cm, а теглото им е около 2,5 kg.